# Axel Svedlund
Axel Svedlund, född 8 oktober 1891 i Norra Ny församling, Värmlands län, död 5 juni 1975 i Stora Kils församling, Värmlands län, var en svensk uppfinnare och industriman.

## Biografi
Axel Svedlund var son till godsägaren Jöns Svedlund och Stina Nordqvist. Han utbildade sig till ingenjör sig på Hässleholms tekniska skola 1912–1913. Han var därefter konstruktör vid en importfirma för bland annat suggasmotorer och leddes härigenom in på gengasbranschen. Då motorimporten avstannade i samband med första världskrigets utbrott 1914, började han i egen regi konstruera gengasmotorer och gengasaggregat för stationärt bruk.
Rörelsen som han bedrev i Katrineholm, fick 1915 bolagsform i AB Svedlunds gasmotorer. Verksamheten kunde efter krigsslutet ej fortsättas, varför Svedlund ägnade sig åt lantbruk i sin hemtrakt Sunne i Värmland. Han fortsatte där samtidigt sin konstruktionsverksamhet, nu inriktad på en träkolsgenerator med ”omvänd förbränning” för traktorbruk.
Efter praktiska prov med en så utrustad traktor grundade han 1929 i Örebro, tillsammans med några finansiärer, AB Gasgenerator. Han blev företagets tekniske chef och 1941 dess verkställande direktör. Bolaget övertogs 1950 av AB Axel Svedlund och System Svedlund AB.
Företaget hade 1933-1938 endast obetydlig kommersiell framgång, men var vid andra världskrigets utbrott 1939 redo med för lastbilsbruk väl lämpade konstruktioner av träkolsaggregat, som under krigsåren kom väl till pass. Fram till 1945 hade inom landet tillverkats ca 35 000 aggregat enligt System Svedlund.
Svedlund beviljades 21 svenska patent på sitt gengasverk. År 1941 tilldelades han Ingenjörsvetenskapsakademins de Laval-medalj.
Han gifte sig 1923 med Gerda Elisabeth Styfvenson (1894–1972).